# إدي ستورجيس
إدي ستورجيس (بالإنجليزية: Eddie Sturgis) مواليد 22 أكتوبر 1881 في واشنطن العاصمة - الوفاة 13 ديسمبر 1947 في لوس أنجلوس، هو ممثل أمريكي بدأ مسيرته الفنية سنة 1916. ظهر في قرابة 50 فيلما.

## الأعمال
- كينغ كونغ
- مسيسيبي

## روابط خارجية
- إدي ستورجيس على موقع IMDb (الإنجليزية)
- إدي ستورجيس على موقع ألو سيني (الفرنسية)
- إدي ستورجيس على موقع أول موفي (الإنجليزية)
- إدي ستورجيس على موقع قاعدة بيانات الأفلام السويدية (السويدية)
- إدي ستورجيس على موقع قاعدة بيانات الفيلم (الإنجليزية)
- إدي ستورجيس على موقع كينوبويسك (الروسية)